# 暖通空調

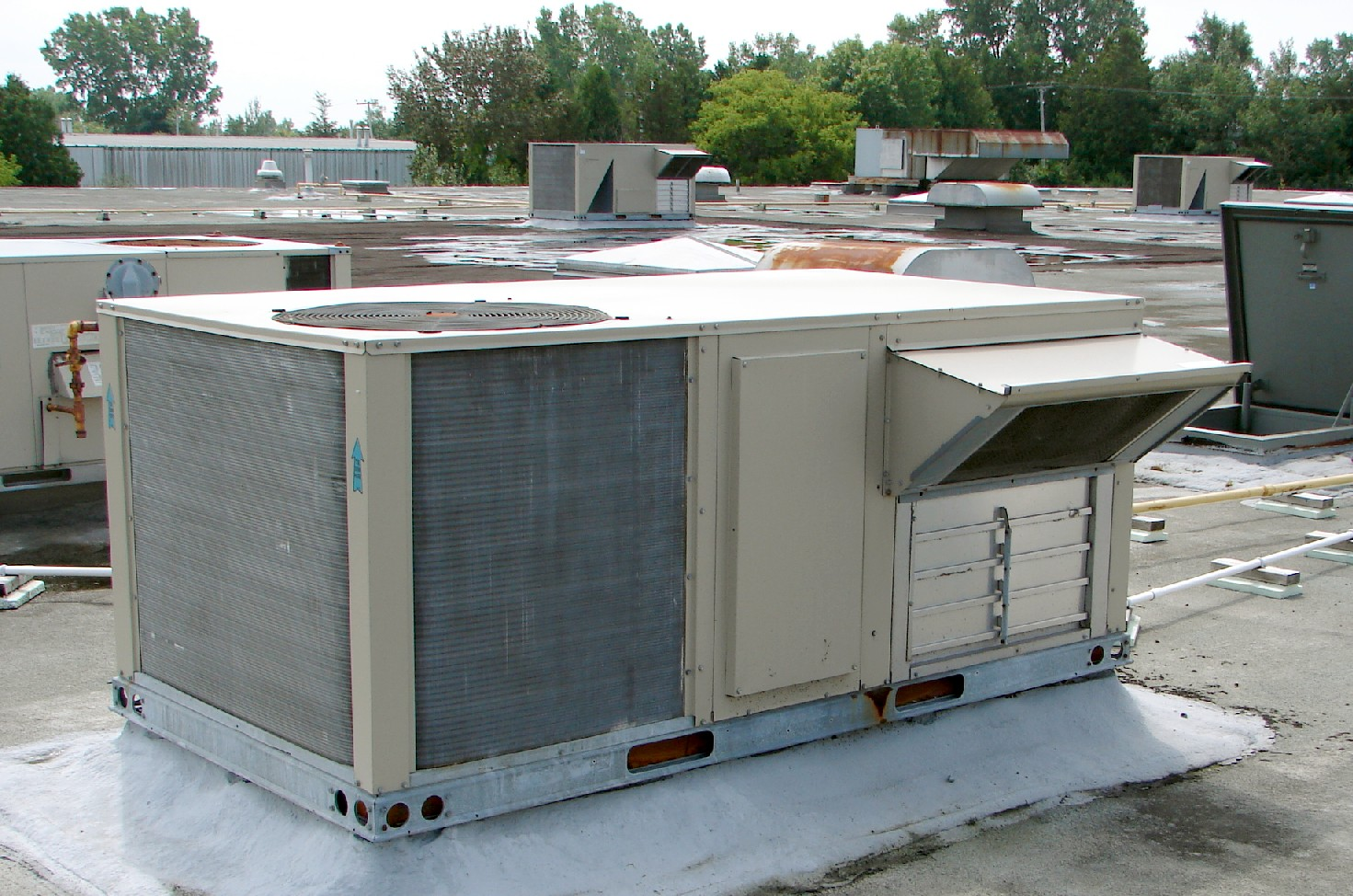
屋顶HVAC单元，可看到新鲜空气入口

暖通空調（heating, ventilation and air conditioning，HVAC）是“暖氣、通風，空氣調節”的簡稱，指室內或車內負責暖氣、通風，空氣調節的系統或相關設備。
暖通空調系統的設計應用到熱力學、傳熱學、流體力學及流體機械，是機械工程領域中的重要分支學科。其目的是建立有益于人类生活和生存的室内人工环境。暖通空調系統可以控制空氣的溫度及濕度，一般利用其四大功能：调温、除湿、换气、过滤，綜效是可提高室內的舒適度，為中大型商場、工業建築、辦公建築（如摩天樓）中重要的一環。
在制药、电子、关键任务设施以及油气等领域和行业中，暖通空调的作用也举足轻重，近年來隨著技術的發展，成長速度快，特別是俄烏戰爭後，德國等國開始在歐洲補助部署分散式的熱泵式暖氣，大規模取代一些城市集中式的石化供暖管線，而且由於設計因素，在氣候暖化的夏天還可以同時當作冷氣使用，電動設備結構簡單，大大節約了安裝使用以及營運成本。

## 名稱
如果沒有安裝暖氣（如熱帶和亞熱帶地區），則會寫作 MVAC（mechanical ventilation and air conditioning）。
有時也在縮寫 HVAC 中加入 R，代表冷凍（refrigeration），縮寫就變成 HVAC&R 或 HVACR，或是縮寫中加入R，減去代表通風的 V，縮寫就變成 HACR。

## 背景

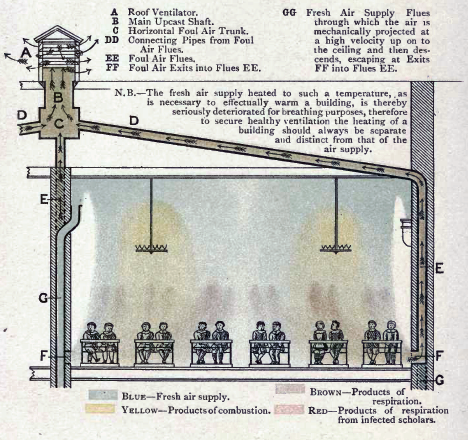
1899年一個教室的通風系統

暖氣、通風及空氣調節是由於許多科學家的發明及發現而產生，其中包括尼古拉·利沃夫、麥可·法拉第、威利斯·开利、魯本·特靈、詹姆斯·焦耳、威廉·兰金及尼古拉·卡诺等人。
暖通空調系統的零件大約發明在工業革命前後，全世界的公司和發明家也不斷引進各種現代化及高效率的新方法。暖通空調的三個主要功能暖氣、通風及空氣調節都有相互關聯，其目的是在合理的安裝、運轉及維修成本下，提供舒適溫度及適當的室內空氣品質。暖通空調系統提供通風功能，減少空氣滲透，維持室內外或不同房間之間的壓力關係, 空氣流進或流出房間的特性稱作室內空氣分佈。
在現代的建築中，上述機能（包括其控制系統，及系統的設計及安裝）會整合在一個或多個的暖通空調系統中。針對小型的建築，承包商會直接依需求選擇暖通空調系統及設備。若是大型的建築，會由建築設計者及機械、結構等工程師共同分析、設計並選定暖通空調系統，再由專業的機械承包商來安裝。
暖通空調系統是一個國際性的產業，其相關工作包括系統的運行、保養、設計及架構、設備製造商及業務、研究以及教育推廣。暖通空調產業以往是由暖通空調設備的製造商所管理，現在有許多國際性管理及標準化組織關注此領域，包括空调采暖和制冷研究所、国际暖通空调分销商管理办法委员会、美国采暖、制冷和空调工程师协会、美国金属片与空调承包商协会、美国空调承包商协会、统一机械规范（Uniform Mechanical Code）、國際建築法規於提供暖通空調產業相關服務並提昇其水準。

## 供暖

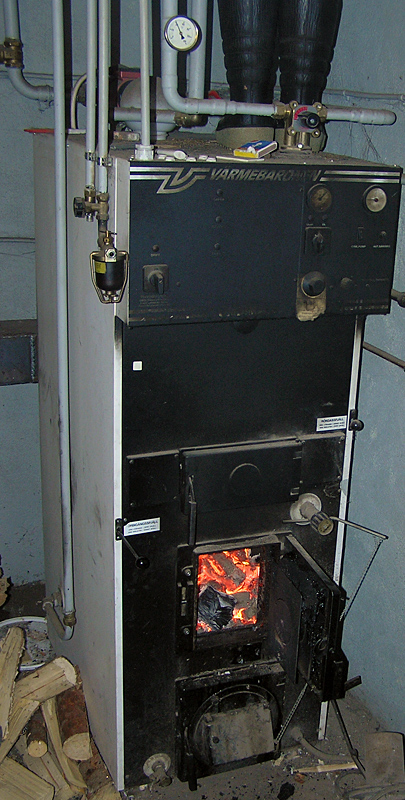
中央暖氣系統

供暖系統早在羅馬帝國時代就已出現，當時在公共浴池的牆壁及地板內，都有一種稱為hypocaust的風管系統。
供暖系統有許多種。在氣候寒冷的地區常使用中央供暖系統提給私人住宅和公共建築供暖。其系統會包括加熱蒸氣、水或空氣的鍋爐或加熱爐，此系統一般會放在大樓的機械室中。使用水作為熱交換介質的系統稱為循環水供冷供熱系統。供暖系統中也會包括傳送加熱流體的管道或是管線，以及利用對流將熱傳遞給空氣的暖氣片。暖氣片一般會埋在牆內或是埋在地板以下。大部份的供暖系統中都有泵可以使系統的水循環流動，使得每片暖氣片提供的熱不會差異太大。
風暖系統利用空氣作為熱交換介質，利用風管來輸送熱空氣送到室內。若天氣溫暖甚至炎熱時，空調系統也可以使用相同的風管。有些系統會將熱空氣先經過濾網或空氣濾清器過濾，然後再送到室內。
供暖系統也可以使用電流流過電阻後所散發的熱量作為供熱源，可以作成踢脚板电热器及可攜式电热器，也可以是熱泵系統的主要（或備用）熱源或是備用熱源。
供暖系統的出風口或暖氣片需放在室內最冷的位置。若室內有對外的窗戶，玻璃窗的低溫會使得空氣冷卻，密度變大而下降，而且玻璃窗容易凝結水氣，出風口或暖氣片一般會放在窗戶的旁邊，以減少冷空氣的形成及窗戶的水氣。除了供暖系統本身的設計外，也需要儘量減少空氣滲透到室外的量。

### 暖气

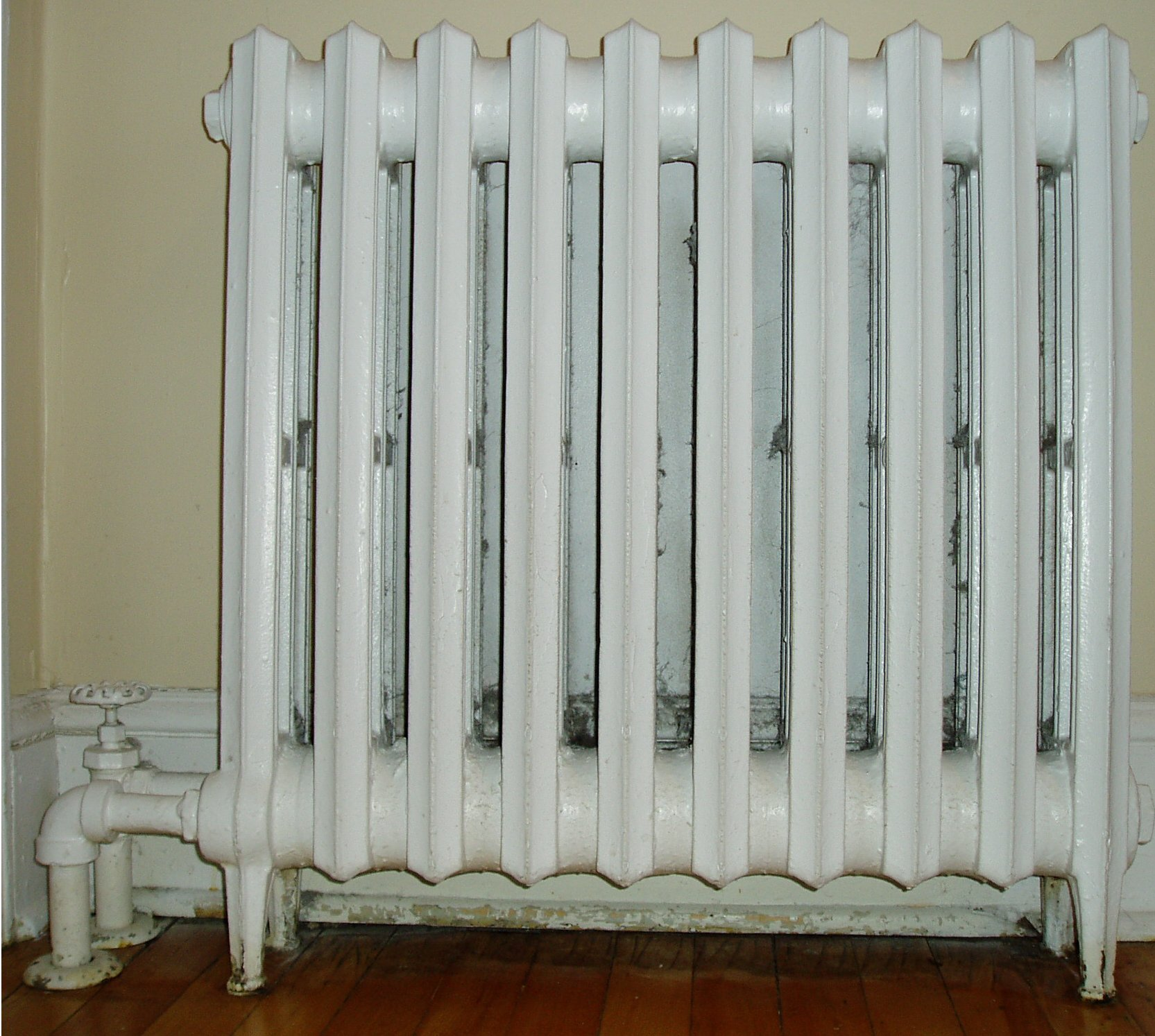
房間内的暖气

暖气狭义上是指一种集中供暖设施。它由管道（即暖气管）将锅炉产生的蒸汽或热水输送到房间或车体内的散热器（即暖气片），散出热量，使室温增高，然后流回锅炉重新加热、循环。有时也将“暖气片”称作“暖气”。根据规则，供暖用水和暖气管道里的水必须使用干净的自来水，以利于民众健康。
中国秦岭-淮河以北的城市，几乎都建有全城规模的暖气管道网络，秦岭-淮河以南的城市则没有。北方的城市由政府或政府指定的公司运营，在冬季提供集中供暖服务。服务水平、收费标准和供暖起止日期，在各地各有不同。在没有全城规模的暖气网络城市，有时会存在较小规模（如一个住宅小区内、一个校园内、一个厂区内）的暖气网络。
集中供暖的好处较为明显，供暖效果好，资源利用率高，平均成本较低。缺点主要有：住户没有选择权，也无法调节温度高低；由于实际供暖末端管路铺设形式不一，不同楼层的住户的供暖效果可能会有较大差别，但是收费却相同；部分住户欠费，但暖气却照常使用，有欠公平之嫌（针对此点，个别地区已经开始将管网设施改造为每户一阀，拒绝为欠费住户供暖）。

## 通風

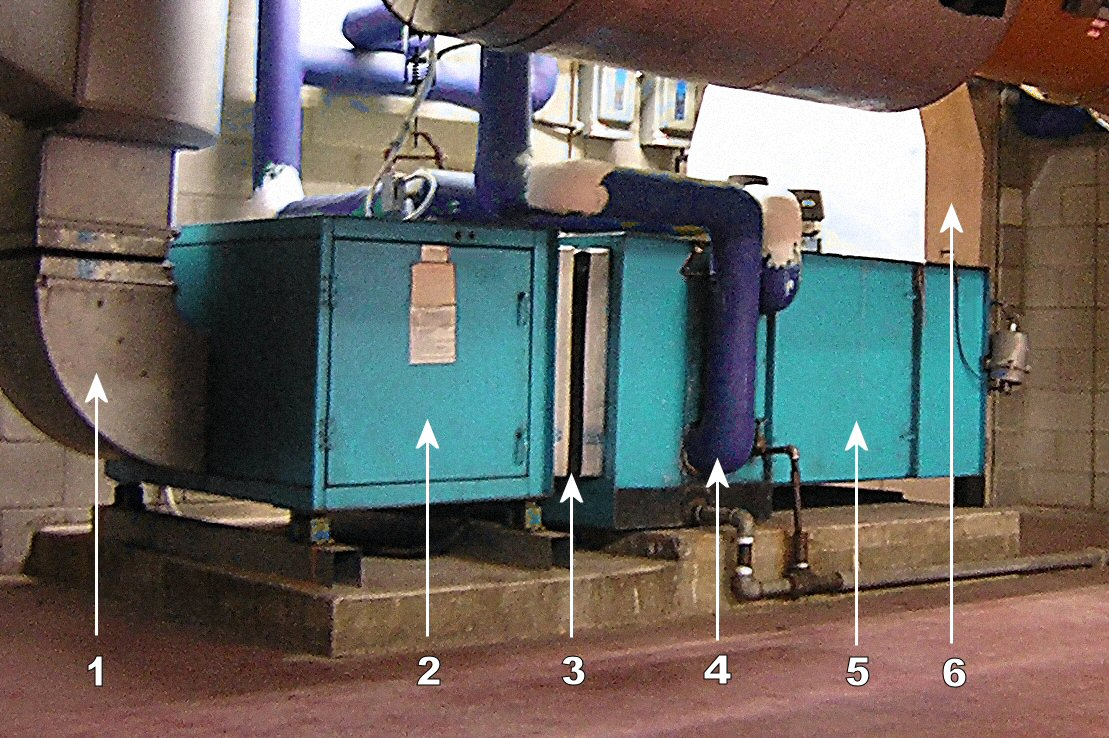
一台空氣處理機組，空氣由機器左側進入，由機器右側排出（若要看各部份的說明，請點擊圖片

通風是指將一區域的空氣排出或是將外界的空氣流進一區域的程序，其目的包括減少區域內的濕氣、異味、煙塵、細菌及二氧化碳，並補充氧氣。通風也包括建築物內的空氣循環，避免室內氣體停滯，是維持室內空氣品質的重要因素之一。
建築物的通風方式可以分為機械通風（或稱強迫通風）及自然通風二種。

### 機械通風
機械通風或強迫通風是利用機械設備進行通風，利用引入外界空氣的方式維持室內空氣品質，減少空氣中的濕氣、異味及污染物，不過若外界的濕度較高，還需要額外的能量去除引入空氣中的濕氣。排風扇可以提供初步的機械通風機能，空氣處理機組則可以提供較完整的機能。機械通風加上空氣調節會被合稱為MVAC（mechanical ventilation and air conditioning）。
机械通风分为正压通风、负压通风和平衡通风三种模式。在需要保护或对洁净度要求比较高的房间一般采用正压通风；在需要排除异味或危险气体的房间一般采用负压通风，如厨房、卫生间、浴室和产生危险气体的厂房或仓库等；在需要利用大量空气进行冷却的房间采用平衡通风，如变压器房。
一般廚房及浴室都會有抽油煙機或排風扇來去除異味及濕氣。這類系統設計時的主要考量是空氣流率（和風扇轉速及大小有關）及噪音。若風管會經過一些溫度較低的區域，風管需要作隔熱處理，以免風管因溫度過低而造成水蒸汽凝結的問題。很多應用都會使用直接驅動型的風扇，可以減少維護的成本。
室內的電風扇可以讓空氣流動，皮膚上的汗水蒸發，因此室內的人會感覺比較涼爽。較熱的空氣會上昇，在冬天也會用天花板的吊扇，使房間上方的較熱空氣和其他位置的空氣循環。不過室內的電風扇只能使室內的空氣流動，無法達到引入外界空氣的通風目的。

### 自然通風
自然通風是指建築物藉由自然界的風力驅動或室內外溫差（即煙囪效應），造成室內外空氣的交換，打開門窗最簡單的通風方式。不同於機械通風，自然通風無需使用風扇或其他機械裝置，可降低建築物所耗之電力。適用在住家通風的區域不大，且建築物允許的情形下。較複雜的自然通風系統會利用暖空氣上昇的原理，使得建築物內的空氣產生對流，暖空氣從建築物上方的開口處排出，同時使上方的冷空氣下降到較低的區域。這類系統耗能很少，不過需小心確保通風過程不會造成建築物內人員的不適。在較潮濕或較熱的天氣時，很難只靠自然通風使維持室內舒適的溫度，因此仍然會配合傳統的空調系統一起使用。空氣側的節能裝置其功能也是自然通風，不過會視需要先對要導入的外界空氣進行預處理，調節溫度及濕度後再進入室內。

## 空氣調節
廣義的空氣調節是指室內空氣的溫度、濕度、清淨度的調整，狹義的空氣調節即為冷氣，也就是降低室內空氣的溫度。空氣調節系統的功能包括冷氣、通風及空氣濕度控制等。
空氣調節系統的原理大致相近，主要都是透過熱泵，把熱由一個低溫熱源傳送到另一個較高溫的散熱裝置，此程序稱為冷凍循環。在空氣調節系統中傳遞能量的介質稱為工質或冷媒，可以是水、空氣、冰或其他化學物質都可以作為冷媒。

冷凍循環示意圖：1) 凝結盤管，2) 擴張閥，3) 蒸發盤管，4) 壓縮機

在冷凍循環中，冷媒一開始為氣態，藉由壓縮機使冷媒變成高溫高壓的氣體，然後高溫的冷媒流到室外的熱交換器（也稱為凝結盤管），冷媒釋放熱量，凝結成為液體。液態冷媒先經由擴張閥控制流量，再進入室內的另一個熱交換器（也稱為蒸發盤管），冷媒吸收室內空氣的熱量，在蒸發盤管中蒸發成為氣態，再進入壓縮機中重複下一個的循環。上述的循環會吸收室內的熱量，再將熱量釋放到室外，因此可以降低建築物內的溫度。
現代許多住宅、辦公室及公共建築會裝設全空氣（all-air）式的中央空調系統，全空氣式的空調系統以空氣做為傳遞熱量的介質，由室外機吸收空氣的熱量（或提供熱量給空氣），處理後的空氣直接透過風管送到室內。不過全空氣式空調系統需要大型的風管，若建築物建造時未考慮這類的空調系統，後來很難針對全空氣式中央空調進行改造。而且風管設計需設法避免細菌的散布。這類的空調系統主要使用在住宅，最近也開始使用在小型的商業大樓。
空氣調節系統中的除濕機能是由蒸發盤管所提供。蒸發盤管的工作溫度在露点以下，使得空氣中的水氣凝結在蒸發器盤管的外側。凝結水集中在蒸發盤管下方的凝结水盘中，再排到排水系統或直接排到室外的地上。除濕機是用來降低室內濕度的電器，原理類似空氣調節系統。在食品零售業中的場合中，大型開放式冰水主機的除濕效率很高。加湿器的功能和除濕機恰好相反，是用來增加室內濕度的電器。
有空氣調節系統的建築物其窗戶多半是密封式的窗戶，因為開放式的窗戶會使空調系統無法達到維持室內空氣條件恆定的目的。
現代的空氣調節系統都在內部裝有空氣過濾器。一般都使用重量較輕的空氣濾網，空氣經過濾網後才送到蒸發盤管。蒸發盤管依使用條件需定期清洗或是更換。例如建築物位在高粉塵環境，或是室內有飼養貓、狗等寵物，其濾網的更換頻率就會比較高。若空氣濾網遲遲沒有更換，會造成空氣流量的下降，降低熱交換效率、一方面浪費能源，使電費上昇，也會縮短設備壽命。若冷涷系統中的空氣流量不足，會使得蒸發盤管結冰，使空氣流量變得更少。若暖氣系統中的空氣濾網很髒其至已經堵塞空氣流量不足，會造成暖氣循環系統過熱，甚至有失火的危險。
空氣調節系統的主要作用是將熱由室內的蒸發盤管傳遞到室外的凝結盤管。凝結盤管除了要將室內的熱排到室外之外，也負責將壓縮機運轉產生的熱排出。因此維持凝結盤管的清淨也非常重要，以免因壓縮機散熱不良造成系統的損壞。

## 能源效率
在過去的二、三十年，暖通空調設備製造商一直努力使其生產的設備及系統更有效率。一開始是由於上漲的能源成本，後來則是由於對環境議題（如溫室效應）的日益重視。美國國家環境保護局對暖通空調效率的要求也漸漸提高。如2006年就規定美國家用空調的季节能效比（SEER）需高於13BTU/Wh，較當時市面上販售空調季节能效比高了30%。以下是一些提高暖通空調設備效率的方法。

### 供暖
熱水暖氣系統使用水作為熱量傳遞的介質。可以有效率的提供大樓暖氣，是許多年前常用的系統。但風熱暖氣（forced air）的系統還可以提供冷氣的功能，使用上更加方便。
風管供暖系統常用在教堂、學校及高級住宅中。其優點為空調效率較佳，可節省能源。但缺點是其裝設成本較傳統的暖通空調系統要高。
分區的供暖系統將室內分成不同區域，利用多個自動調溫器調節不同區域的溫度，其能源效率會比中央供暖系統要好。在熱水型的供暖系統，自動調溫器控制各區域的熱水閥門。在風管供暖系統，自動調溫器控制各風管內调节暖風流量的擋板。在分區的供暖系統中，控制系統是維持各區域適當溫度的關鍵技術。

### 地源熱泵
地源熱泵類似一般的熱泵，但用地熱為其熱源來提供暖氣、空調及熱水。各地區地下的溫度隨緯度而變化，但和氣溫相比，地下溫度要穩定許多，地下約3公尺處的溫度約從攝氏10度到16度。
地源熱泵的裝設費用較一般的熱泵要高，但後續所消耗的能源會明顯下降。依照美國國家環境保護局的估計，使用地源熱泵可以比一般熱泵節省約四成的能源消耗，若和傳統的電熱器相比，可以節省約七成的能源消耗。

### 通風能量回收
能量回收系統是指熱能回收通風設備或是全熱交換機。這類設備利用熱交換器或焓輪（enthalpy wheel）將排出空氣和吸入空氣進行熱交換。因此可以回收排出空氣的顯熱或是潛熱。

### 空調效率
壓縮機冷凍循環的性能受到熱力學第二定律的限制。熱機的效率可以用熱效率來表示。不過空調系統及熱泵是將熱由一處移到另一處，和熱機將熱能轉換為能量的情形不同，空調系統若用相同方式計算，所計算的數值往往會超過100%，因此一般不使用「熱效率」一詞，改用性能係數（簡稱COP）一詞來表示。性能係數是一個無因次的物理量，是熱泵的冷卻能力和所輸入的功率的比例：
{\displaystyle COP_{cooling}={\frac {|Q_{C}|}{W}}}
其中
- {\displaystyle Q_{C}\ } 是單位時間熱泵所移出的能量。
- {\displaystyle W\ } 是輸入給熱泵的功率。

兩者會使用相同的單位，一般會使用瓦特。
另一個常用來表示冷卻能力的詞是能效比（簡稱EER），EER是指室外溫度在攝氏35度時，熱泵的冷卻能力和所輸入的功率的比例，冷卻能力使用單位為千卡／小時或是BTU／小時，而輸入功率使用單位為瓦特。
為了要更準確的描述空調系統在實際使用一季時的特性，將能效比略作修改，成為季節能效比（簡稱SEER）。季節能效比會以室外溫度為一季的平均溫度為準。
工程師發現可以透過硬體的改變來提昇空調系統的效率。例如用來使空氣流通的風扇一般是用金屬片直接沖壓而成，此作法在生產上是相當經濟的作法，但所生產的風扇往往效率不佳。一個依空氣動力學進行設計的風扇可以使推動等量空氣的電能減少三分之一。